# Геула
Геула ( хебр. גאולה, искупљење) је четврт у центру Јерусалима, насељено углавном хареди Јеврејима. Геула се граничи са четвртима Зикрон Моше и Мекор Барухом на западу, Бухарском четврти на северу, Меа Шеаримом на истоку и центром Јерусалима на југу.

## Историја
Геула је основана између 1927 и 1928 године. Првобитно је то било мешовито насеље секуларних и религиозних јевреја. Британски конзул у Јерусалиму, Џејмс Фин, саградио је свој дом у тој области 1855. године, ангажујући јеврејску радну снагу. То је била трећа зграда подигнута ван зидина Старог града .
Геулу је основао банкар Аврахам Хасидоф (оснивач банке Israel Discount Bank) који је дао име главној улици по својој најстаријој ћерки Геули. Интервју са Геулом
Геула је добила име по главној улици у насељу, улици Геула која се сада зове улица Малкхеј Јисраел . Улица Геула је била комерцијални центар за различите локалне заједнице као што су Керем Аврахам, Јагија Капајим, Зикрон Моше, Батеј Хоренштајн и кварт Ачва. Данас су ове заједнице заједно познате као насеље Геула. Улица Малкхеј Јисраел је оивичена десетинама малих продавница. У комшилуку се налазе многе јешиве и синагоге .

## Знаменитости
Кикар ХаШабат је главна раскрсница. Сиротиште Зион Блументал је основано 1900. године и Камп Шнелер, раније познато као Шнелер сиротиште, основано 1860. године постали су део Геуле како се комшилук ширио. Гур јешива, са бет мидрашом од 10.000 седишта, такође је у Геули. У четврти се налази и Кречме, први хареди бар у Јерусалиму.